# 聴いて得するラジオマガジン
『聴いて得するラジオマガジン』（きいてとくするラジオマガジン）は、毎年7月に九州地方と沖縄県、山口県のAMラジオ局8局で放送されるブロックネットラジオ番組。
ここでは12月に放送される『ヒット!ヒット!』にも触れる。
なお、いずれもタイトルの後に放送年の年号がつく。

## 概要
九州・山口の各局からヒット商品・注目商品の紹介やレポートを、その時期のヒット曲に乗せて送る番組。『聴いて得する』は毎年7月に、『ヒット!ヒット!』は毎年12月に放送するが、2017年度の『聴いて得する』は8月20日に放送した。

## パーソナリティ
- 聴いて得するラジオマガジン
  - 2016年度：山口たかし　植村友紀
  - 2017年度：門馬良　鬼橋美智子
  - 2018年度：西田たかのり　鬼橋美智子
- ヒット!ヒット!
  - 2016年度：山口たかし　山口玲香
  - 2017年度：門馬良　鬼橋美智子

## 放送時間（RKB発原則同時ネット）
- 聴いて得するラジオマガジン
  - 2016年度：07月31日　12:00 - 14:00（KRYは同日18:00、NBCは同日19:00から時差ネット）
  - 2017年度：08月20日　12:00 - 14:00
  - 2018年度：09月02日　12:00 - 14:00[4]
- ヒット!ヒット!
  - 2016年度：12月11日　12:00 - 14:00
  - 2017年度：12月10日　12:00 - 14:00[5]

## ネット局
| 放送対象地域  | 放送局                        | 備考   |
| ------------- | ----------------------------- | ------ |
| 福岡県        | RKBラジオ（RKB）              | 幹事局 |
| 山口県        | 山口放送（KRY）               |        |
| 長崎県 佐賀県 | 長崎放送（NBC） NBCラジオ佐賀 |        |
| 大分県        | 大分放送（OBS）               |        |
| 熊本県        | 熊本放送（RKK）               |        |
| 宮崎県        | 宮崎放送（MRT）               |        |
| 鹿児島県      | 南日本放送（MBC）             |        |
| 沖縄県        | 琉球放送（RBCiラジオ）        |        |